# Liste der Stolpersteine in Umbrien
Liste der Stolpersteine in Umbrien enthält die Stolpersteine in der italienischen Region Umbrien. Sie erinnern an das Schicksal der Menschen dieser Provinz, die von den deutschen Nationalsozialisten ermordet, deportiert, vertrieben oder in den Suizid getrieben wurden. Die Stolpersteine wurden von Gunter Demnig verlegt, deren Name lautet auf Italienisch: pietre d’inciampo.
Die erste Verlegung in dieser Region erfolgte am 27. Januar 2024 in Perugia.

## Liste der Stolpersteine
Die Tabellen sind teilweise sortierbar; die Grundsortierung erfolgt alphabetisch nach dem Familiennamen.

### Foligno
In Foligno wurden acht Stolpersteine an sieben Adressen verlegt.
| Stolperstein | Übersetzung | Verlegeort                          | Name, Leben                   |
| ------------ | --- | ----------------------------------- | ----------------------------- |
|              | IN FOLIGNO WOHNTE AUGUSTO BIZZARRI GEBOREN 1920 VERHAFTET 3.2.1944 DEPORTIERT MAUTHAUSEN ERMORDET 6.4.1945        | Piazza San Domenico                 | Augusto Bizzari (1920–1945)   |
|              | IN FOLIGNO WOHNTE GIACOMO MELELLI GEBOREN 1904 VERHAFTET 3.2.1944 DEPORTIERT MAUTHAUSEN GESTORBEN 26.5.1945 GUSEN | Piazza Faloci Pulignani             | Giacomo Melelli (1904–1945)   |
|              | IN FOLIGNO WOHNTE LUIGI OLIVIERI GEBOREN 1924 VERHAFTET 3.2.1944 DEPORTIERT MAUTHAUSEN BEFREIT                    | Rasiglia                            | Luigi Olivieri (1924–)        |
|              | HIER STUDIERTE FRANCO PIZZONI GEBOREN 1925 VERHAFTET 3.2.1944 DEPORTIERT MAUTHAUSEN ERMORDET 23.4.1945 GUSEN      | Piazza San Domenico                 | Franco Pizzoni (1924–)        |
|              | IN FOLIGNO WOHNTE ANTONIO SALCITO GEBOREN 1887 VERHAFTET 15.2.1944 DEPORTIERT MAUTHAUSEN ERMORDET 27.4.1945       | Viale Mezzetti Nähe Caserma Gonzaga | Antonio Salcito (1887–1945)   |
|              | IN FOLIGNO WOHNTE VINCENZO SALCITO GEBOREN 1921 VERHAFTET 15.2.1944 DEPORTIERT MAUTHAUSEN ERMORDET 30.4.1945      | Viale Mezzetti Nähe Caserma Gonzaga | Vincenzo Salcito (1921–1945)  |
|              | HIER STUDIERTE FRANCO SANTOCCHIA GEBOREN 1921 VERHAFTET 3.2.1944 DEPORTIERT MAUTHAUSEN ERMORDET 30.4.1945 GUSEN   | Via Scandolaro                      | Franco Santocchia (1921–1945) |
|              | IN FOLIGNO WOHNTE LINO SPUNTARELLI GEBOREN 1922 VERHAFTET 3.2.1944 DEPORTIERT MAUTHAUSEN ERMORDET 30.3.1945 GUSEN | Piazza Giacomini                    | Lino Spuntarelli (1922–1945)  |

### Perugia
In Perugia wurde bisher ein Stolperstein verlegt.
| Stolperstein | Übersetzung                                                             | Verlegeort               | Name, Leben                     |
| ------------ | ----------------------------------------------------------------------- | ------------------------ | ------------------------------- |
|              | HIER WOHNTE ADA ALMANSI RIMINI GEBOREN 1877 FLUCHT IN DEN TOD 4.12.1943 | Piazza Biordo Michelotti | Ada Almansi Riminim (1877–1943) |

## Verlegedaten
- 27. Januar 2024: Perugia
- 3. Februar 2024: Foligno